# ショーン・キルパトリック
ショーン・レデル・キルパトリック  (Sean Redell Kilpatrick 1990年1月6日 - )は、アメリカ合衆国・ニューヨーク州ヨンカーズ出身の元プロバスケットボール選手。Nポジションはシューティングガード。

## 来歴
シンシナティ大学で4年間在籍し、BECの2ndチームに2回選出されるなど、同大学の主力選手として活躍したキルパトリックだったが、2014年のNBAドラフトでは指名外となり、同年夏のNBAサマーリーグでフィラデルフィア・76ersの一員として参加。シーズンキャンプにはゴールデンステート・ウォリアーズのキャンプに参加するも、開幕前に解雇され、解雇後傘下のサンタクルーズ・ウォリアーズに送られてプロキャリアがスタート。翌年1月にデラウェア・87ersに移籍し、3月19日にミネソタ・ティンバーウルブズと10日間契約を結び、同日のニューヨーク・ニックス戦で念願のNBA初出場。その後シーズン終了までの契約を結んだ。
2015-16シーズンはニューオーリンズ・ペリカンズのシーズンキャンプに参加するも、開幕前に解雇。再びデラウェア・87ersでプレーした後、2016年1月12日にデンバー・ナゲッツと10日間契約に締結。しかし、8試合出場で3.2得点に止まり、2度目の契約終了後に解雇。

### ブルックリン・ネッツ
2月28日、ブルックリン・ネッツと10日間契約を締結。苦しいチーム状況の中、ベンチからの得点源として奮闘し、3月19日にネッツと正式に複数年契約を結んだ。11月29日のロサンゼルス・クリッパーズ戦では、自己最多の38得点を記録した。
2017年12月7日、ネッツを解雇された。

### ミルウォーキー・バックス
2017年12月18日、ミルウォーキー・バックスとツー・ウェイ契約を締結。その後2018年1月7日、バックスはキルパトリックとの契約をツー・ウェイ契約から正式な契約に変更した。3月2日、バックスからウェイブされた。

### ロサンゼルス・クリッパーズ
2018年3月4日、ロサンゼルス・クリッパーズと10日間契約を結んだ。

### シカゴ・ブルズ
2018年3月26日、シカゴ・ブルズと契約した。